# پسماند سبز
پسماند سبز یا زباله سبز (به انگلیسی: Green waste) که به عنوان "پسماند زیست‌شناختی" (Biological waste) نیز شناخته می‌شوند، هر گونه زباله آلی است که می‌تواند کمپوست شود. معمولاً از زباله‌های باغ‌ها مانند بریده‌ها یا برگ‌های چمن و زباله‌های آشپزخانه خانگی یا صنعتی تشکیل می‌شود. زباله‌های سبز شامل چیزهایی مانند برگ‌های خشک، کاه کاج یا یونجه نمی‌شود. چنین موادی غنی از کربن هستند و "پسماند قهوه‌ای " در نظر گرفته می‌شوند، در حالی که زباله‌های سبز دارای غلظت بالایی از نیتروژن هستند. زباله‌های سبز را می‌توان برای افزایش کارایی بسیاری از عملیات کمپوست‌سازی مورد بهره‌برداری قرار داد و می‌تواند برای حفظ چرخه مواد مغذی محلی به خاک اضافه شود.

## کاربردها
پسماندهای سبز را می‌توان برای بهبود کیفیت و پایداری خاک‌های سطحی تولیدشده صنعتی و بهداشتی بودن و کارایی دفع فاضلاب استفاده کرد. پسماند سبز مانند پسماند کشاورزی نیز می‌توانند با ساخت کنسانتره پروتئین برگ به غذاهای خوراکی انسان تبدیل شوند.